# So auf Erden
So auf Erden je německý hraný film z roku 2017, který režíroval Till Endemann. Film zachycuje vztah kazatele protestantské církve k drogově závislému bezdomovci. Snímek měl světovou premiéru na Festivalu německých filmů v Ludwigshafenu 10. září 2008, v televizi byl uveden 4. října 2017 na programu Das Erste.

## Děj
Johannes Klare je charismatický kazatel svobodné církevní obce ve Stuttgartu, kterou vede se svou ženou Lydií. Obec shání prostředky na vybudování nového komunitního centra. Během propagace své obce se manželé v ulicích města seznámí s pouličním hudebníkem Simonem. Jednoho večera jej najdou v zuboženém stavu a z lásky k bližnímu ho nechají u sebe přespat. Simon je drogově závislý bezdomovec, který se ve zlém rozešel s otcem a nyní se potlouká po městě. Rozhodnou se mu nabídnout bydlení a pomoc v komunitě, aby se mohl snáze odpoutat od drog. Simon žije otevřeně homosexuálním životem, s čímž manželé nesouhlasí. Johannes Simonovi nabídne pomoc v případné léčbě homosexuality, což Simon odmítne. Johannes sám se už od svých studentských let snaží potlačit svou vlastní homosexualitu. Po noci strávené se Simonem řekne o svých sklonech Lydii. Dostane se tím do konfliktu se svou ženou, se svou vírou, se svým svědomím a také s členy své obce. V tomto boji sama se sebou získá podporu Lydie i části členů obce.

## Obsazení
| Edgar Selge      | Johannes Klare |
| Franziska Walser | Lydia Klare    |
| Jannis Niewöhner | Simon Rützel   |
| Peter Jordan     | Volker Reiche  |
| Thilo Prothmann  | Bernd Trampe   |
| Thilo Prothmann  | Martin Seitz   |
| Rolf Kanies      | Simonův otec   |